# Корляки
Корляки́ — село Санчурского района Кировской области в 36 км от города Санчурск при впадении реки Юкшумка в Большой Кундыш.

## История
Село было основано карелами, выходцами из Нижнего Новгорода, после покорения Казани. По одной из версий, название деревни произошло от прозвища «кореляки»: так местные жители называли выходцев из Карелии.

## Застройка
- Ансамбль Введенской церкви
- Часовня
- Ворота церкви
- Здание церковно-приходской школы